# Kapwirimbwe
Koordinaten: 15° 23′ S, 28° 39′ O
Kapwirimbwe ist eine archäologische Fundstätte in der Provinz Lusaka in Sambia (Afrika).
Die Funde werden auf die Zeit 500 n. Chr. und später datiert. Sie lassen auf Rinderhaltung und Kupfergewinnung schließen. Die Funde werden mit denen in Toutswe in Botswana gleichgesetzt, da in beiden Gebieten gleichzeitig lebende, eisenbearbeitende Ackerbauern nachzuweisen sind. Sie werden als Ableitung der Nkope-Kultur und der Gokomere/Ziwa-Tradition eingeordnet. Ähnliche Funde gibt es bei Chondwe.